# Oude Paleo-Siberiërs

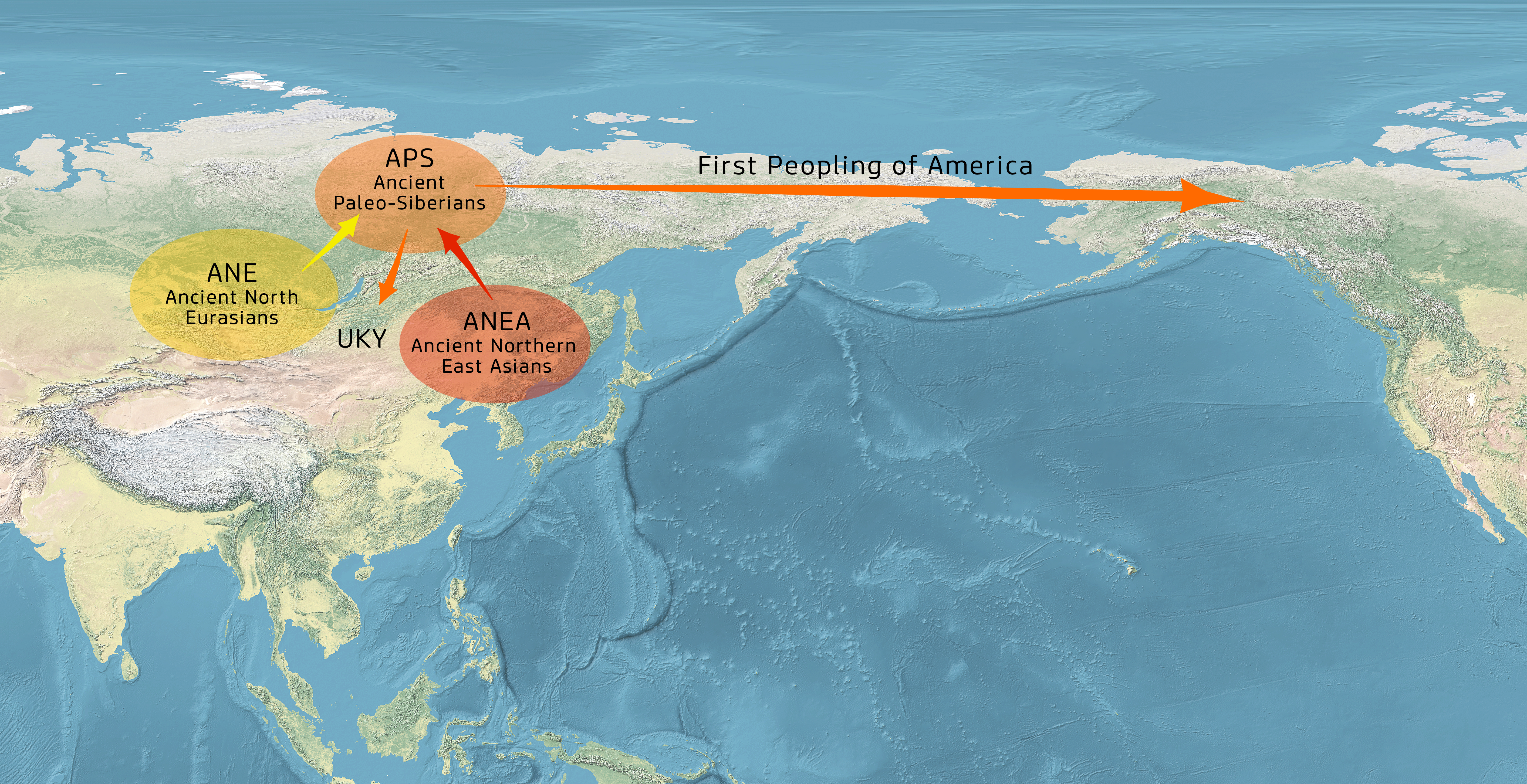
Oud Paleo-Siberisch
Oud Noord-Euraziatisch (ANE)
Oud Noordoost-Aziatisch (ANEA)

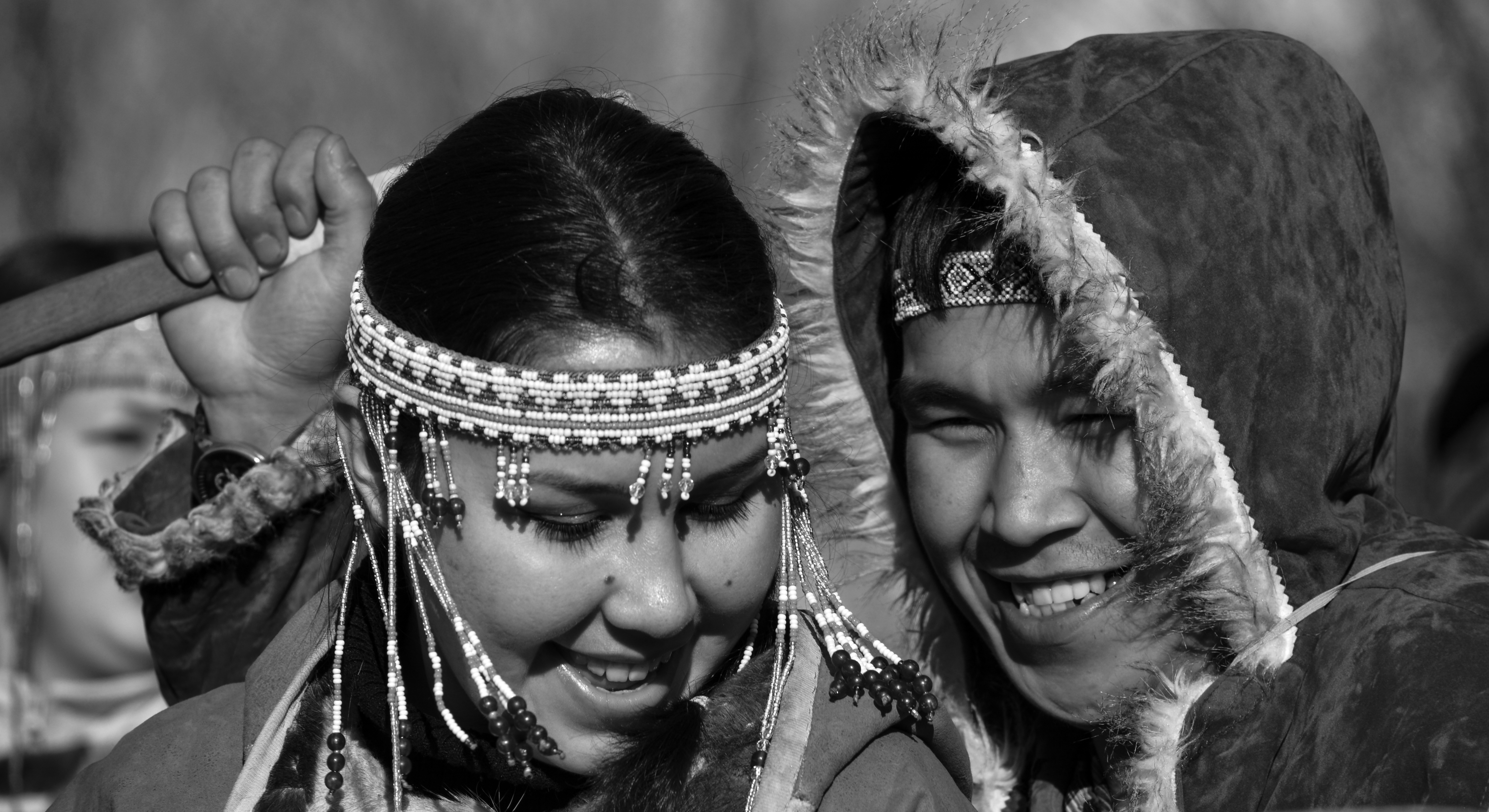
de Korjaken zijn nauw verwant aan de oude Paleo-Siberiërs

De oude Paleo-Siberiërs (Engels: Ancient Paleo-Siberian, APS) is de naam die in de archeogenetica wordt gegeven aan een voorouderlijk element dat de afstammingslijn van de jagers-verzamelaars in Noord- en Noordoost-Siberië van de 15e tot 10e eeuw BP vertegenwoordigt. Er wordt gedacht dat de oude Paleo-Siberische bevolking is ontstaan uit een oud Oost-Aziatische afstammingslijn, die zich ergens tussen 26.000 en 36.000 BP van andere Oost-Aziatische bevolkingsgroepen afsplitste en ergens tussen 20.000 en 25.000 BP samensmolt met de oude Noord-Euraziaten (ANE). De bron voor de Oost-Aziatische component onder de oude Paleo-Siberiërs wordt tot op heden het best vertegenwoordigd door oude Noordoost-Aziatische populaties uit de Oblast Amoer die ouder zijn dan 13.000 BP, zoals AR19K en AR14K, en vóór de oude Noordoost-Aziatische exemplaren van de Tsjertovy Vorota-grot. 
De oude Paleo-Siberiërs worden voornamelijk gedefinieerd door twee menselijke fossielen: het 14.000 jaar oude individu Oest-Kjachta-3 (UKY) dat is gevonden nabij het Baikalmeer in Zuid-Siberië, en het 9-10.000 jaar oude Kolyma_M-individu dat is gevonden in Noordoost-Siberië. De oude Paleo-Siberiërs stammen voor 30 tot 36% af van de oude Noord-Euraziaten (ANE), die nauw verwant waren aan de Europese jagers-verzamelaars, terwijl de rest van de voorouders (64 tot 70%) afkomstig was uit Oost-Azië. 
De oude Paleo-Siberiërs zijn nauw verwant aan de oude Beringiërs en aan moderne gemeenschappen in het verre noordoosten van Siberië zoals de Korjaken, maar ook aan de indianen. 
De oude Paleo-Siberiërs worden in verband gebracht met microkling-technologieën en de jacht op mammoeten na het Laatste Glaciale Maximum. 
De oude Paleo-Siberiërs, in combinatie met een Noordoost-Aziatische (Yumin-achtige) afstammingslijn, gaven aanleiding tot de Cisbaikal_LNBA-afstamming, die mogelijk in verband kan worden gebracht met oude Jenisejische sprekers. De oude Paleo-Siberiërs vormden ook de dominante voorouderlijke bron voor de Altaj-jagers-verzamelaars (7500 BP), in combinatie met een Botaj-achtige bron, en ook voor de daaropvolgende Okoenevcultuur, in combinatie met aanvullende Baikal-jagers-verzamelaars en Afanasjevo-achtige bronnen. 
De Paleo-Siberiërs werden later grotendeels vervangen door golven van Neo-Siberische en neolithische Amoer-populaties, wat mogelijk verband hield met de expansie van vroege Joekagierse sprekers, later gevolgd door Toengoezische, Turkse en Mongoolse sprekers. 